# Rucheng
Rucheng, tidigare romaniserat Jucheng, är ett härad som lyder under Chenzhous stad på prefekturnivå i Hunan-provinsen i sydöstra Kina.